# Death Defying Acts
Death Defying Acts (bra Atos Que Desafiam a Morte; prt Houdini - O Último Grande Mágico) é um filme australo-britânico de 2007, do gênero drama biográfico, dirigido por Gillian Armstrong.
Estrelado por Guy Pearce e Catherine Zeta-Jones, o filme é uma versão romanceada da biografia do ilusionista húngaro Harry Houdini, no auge de sua carreira na década de 1920.

## Recepção da crítica
Death Defying Acts teve recepção mista por parte da crítica especializada. Em base de 8 avaliações profissionais, alcançou uma pontuação de 48% no Metacritic. Por votos dos usuários do site, atinge uma nota de 6,3, usada para avaliar a recepção do público.